# Hotels.com
Hotels.com is een website voor hotelboekingen. Hotels.com werd in 1991 opgericht als het Hotel Reservations Network (HRN). In 2001 werd het onderdeel van Expedia Group en in 2002 veranderde de naam naar Hotels.com. Het bedrijf wordt beheerd door Hotels.com LP, een commanditaire vennootschap (CV) gevestigd in Dallas, Texas in de Verenigde Staten. Via Hotels.com kunnen meer dan 290.000 hotels worden geboekt. De organisatie is vooral bekend door haar Hotel Price Index, een halfjaarlijkse publicatie van prijsontwikkelingen en -trends in de hotelmarkt.

## Geschiedenis
Hotels.com werd in 1991 opgericht door David Litman en Robert Deiner onder de naam Hotel Reservations Network (HRN). Het uitgangspunt van het bedrijf was dat klanten via een gratis telefoonnummer in de Verenigde Staten hotels konden boeken. In 2001 werd het bedrijf overgenomen door USA Networks Inc. (USAI), dat daarnaast een meerderheidsbelang verwierf in Expedia, een bedrijf dat zich specialiseert in online boekingen.
In 2002 veranderde HRN zijn naam in Hotels.com en startte het bedrijf het offline-merk 1-1800-2-Hotels waardoor klanten ook de mogelijkheid kregen offline boekingen te doen. Hierop volgde een periode van snelle internationale uitbreiding, waarbij er in twee jaar tijd 29 websites bij kwamen. In 2003 kreeg USAI een andere naam: InterActiveCorp (IAC). In 2005 ging de reisbranche van IAC zijn eigen weg onder de naam Expedia Inc. Hotels.com werd toen een werkmaatschappij van Expedia, Inc., tegenwoordig de grootste reisorganisatie ter wereld.
Sinds 2002 heeft er een grote internationale groei plaatsgevonden, met het opzetten van websites in het gehele Amerikaanse continent, Europa, Australië, Japan, China, de Stille Oceaan, het Midden-Oosten en Zuid-Afrika. Verder kwamen er in 2011 websites beschikbaar voor Indonesië en Vietnam. In alle landen kan zowel online als telefonisch via een meertalig callcenter geboekt worden.
In 2011 is Hotels.com gestart met een iPad-applicatie en heeft het zijn mobiele telefoonproduct voor iPhone en Android vernieuwd.

## Hotel Price Index (HPI)
Sinds 2004 publiceert Hotels.com twee keer per jaar een beoordeling van trends rond internationale hotelkamerprijzen, de zogenaamde Hotel Price Index of HPI. De Hotel Price Index wordt gebaseerd op de daadwerkelijk betaalde prijzen van klanten van Hotels.com via een gewogen gemiddelde gebaseerd op het aantal verkochte kamers bij elk van de markten waarin Hotels.com actief is. Zo kunnen lokale, regionale en internationale trends in hotelkamerprijzen met elkaar worden vergeleken.